# Per culpa d'ella
Per culpa d'ella (títol original: À cause d'elle) és un llargmetratge francès dirigida per Jean-Loup Hubert el 1993. Ha estat doblada al català.

## Argument
1963, prop de Nantes. Antoine somnia en ser músic de rock 'n roll i ha de superar el seu certificat per segona vegada. Fill d'una família modesta, només té ulls per la bonica i austera Olivia qui viu a casa dels seus pares en un castell dels voltants. Un accident de cotxe, del qual Olivia és en part responsable, suposa una hospitalització perllongada per Antoine. Per fer-se perdonar, es proposa visitar-lo regularment tot iniciant-lo en la lectura de Balzac i Stendhal. L'amor d'Antoine creix però Olivia resta inaccessible. Aleshores decideix fer-se escriptor. Què passarà? Acabaran junts?

## Repartiment
- Antoine Hubert: Antoine Hervy
- Olivia Munoz: Olivia Marchand
- Thérèse Liotard: Mme Hervy
- Jean-François Stévenin: M. Hervy
- Ludmila Mikaël: Mme Marchand
- Patrick Catalifo: M. Naud
- Romane Bohringer: Françoise
- Julien Hubert: Julien
- Renaud Ménager: Nicolas
- Pauline Hubert